# Ophryotrocha macrovifera
Ophryotrocha macrovifera är en ringmaskart som beskrevs av Paxton och Åkesson 20. Ophryotrocha macrovifera ingår i släktet Ophryotrocha och familjen Dorvilleidae. Inga underarter finns listade i Catalogue of Life.